# El Montmell
El Montmell è un comune spagnolo di 721 abitanti situato nella comunità autonoma della Catalogna.